# گویان
گویان یا گایانا (به انگلیسی: Guyana) (تلفظ: ‎i‎/ɡɑːɪˈɑːnə/‎) با نام رسمی جمهوری تعاونی گویان (به انگلیسی: Co-operative Republic of Guyana) کشوری در شمال شرقی آمریکای جنوبی در منطقه کارائیب است. پایتخت آن جورج‌تاون و جمعیت آن در حدود ۷۸۷ هزار نفر است. زبان رسمی این کشور انگلیسی و واحد پول آن دلار گویان است. گویان از شرق با سورینام، از جنوب با برزیل و از غرب با ونزوئلا و با اقیانوس اطلس هم‌مرز است. گویان با ۲۱۵٬۰۰۰ کیلومتر مربع، بعد از اروگوئه و سورینام کوچک‌ترین کشور آمریکای جنوبی است.
گویان همچنین عضو جامعه و بازار مشترک کارائیب است. زبان کریول گویانی که آمیخته‌ای از چند زبان است به عنوان زبان ملی این کشور شناخته می‌شود. گویان در قدیم مستعمره امپراتوری هلند و پس از آن به مدت ۲۰۰ سال مستعمره امپراتوری بریتانیا بود و در سال ۱۹۶۶ به استقلال دست یافته و در سال ۱۹۷۰ تبدیل به جمهوری شد.
این کشور با سورینام، برزیل، ونزوئلا و اقیانوس اطلس مرز مشترک دارد. گویان تنها عضو اتحادیه کشورهای همسود است که در قارهٔ آمریکای جنوبی قرار دارد و با ۲۱۵ هزار کیلومتر مربع وسعت سومین کشور کوچک آمریکای جنوبی پس از گویان فرانسه و سورینام است. نام گویان در زبان بومیان این سرزمین به معنی «سرزمین آب» است. این کشور از نظر اقتصادی وابسته به منابع طبیعی خود از جمله جنگل‌های بکر، کشتزارهای نیشکر، شالیزارهای برنج و معادن طلا و بوکسیت خود است. با وجود این منابع طبیعی این کشور یکی از فقیرترین کشورهای آمریکای جنوبی باقی مانده‌است.
گویان یکی از چهار کشور غیر اسپانیایی زبان «به همراه برزیل «پرتغالی»، سورینام «هلندی» و گویان فرانسه «فرانسوی»» و تنها کشور انگلیسی‌زبان آمریکای جنوبی است. از نظر فرهنگی گویان بیشتر به جزایر انگلیسی‌زبان منطقه کارائیب همچون جامائیکا و ترینیداد و توباگو نزدیک است.
بیشتر جمعیت این کشور در دوران پس از استعمار به آن مهاجرت کرده‌اند، البته بومیان این سرزمین هم در جنگل‌های داخلی آن پراکنده هستند. بیشتر جمعیت کشور در مناطق ساحلی زندگی می‌کنند و بزرگ‌ترین گروه‌های قومیتی در میان آن‌ها را اسلاف بردگان آفریقایی و کارگران هندی تشکیل می‌دهند که برای کار در مزارع نیشکر به این منطقه آمده بودند. مناقشات قومی میان این دو گروه مشکلاتی اجتماعی را در این کشور موجب شده‌است.
۴۳٫۵ درصد از مردم گویان هندی‌تبار، ۳۰٫۲ درصد سیاه‌پوست، ۱۶٫۷ درصد دورگه و ۹٫۱ درصد سرخ‌پوست هستند. ۵۴/۲ درصد از مردم این کشور مسیحی، ۳۱ درصد هندو، ۷/۵ درصد مسلمان و ۴/۲ درصد بدون دین هستند.

## نام
نام «گویان» از واژه گوئیانا گرفته شده‌است که آن نام اصلی منطقه‌ای بوده‌است که امروزه گویان، سورینام، گویان فرانسه، و بخش‌هایی از ونزوئلا و برزیل را دربر می‌گیرد. به نوشته فرهنگ انگلیسی آکسفورد، این نام از یک واژه سرخ‌پوستی به معنی «سرزمین پرآب» گرفته شده‌است.

## تاریخ
در سراسر گویان ۹ طایفه از سرخ‌پوستان بومی زندگی می‌کنند که نام‌های آن‌ها عبارت است از: وای‌وای، ماچوشیس، پاتاموناس، آراواک، کاریبس، واپیشانا، آرکوناس، آکاوایوس، و وارائوس.
نخستین اروپائیانی که در ۱۵۱۰ وارد گویان شدند، دزدان دریائی بودند.
در سده هفدهم مستعمره هلند شد. پس از آن به تصرف بریتانیا آمد و پادشاهی هلند در ۱۸۱۴ به‌طور رسمی حاکمیت بریتانیا را بر این سرزمین با نام گویان بریتانیا به رسمیت شناخت. بدین ترتیب تنها کشور انگلیسی زبان آمریکای جنوبی محسوب می‌شود.
منطقه گویان‌ها میان سه امپراتوری تقسیم شده بود:
- گویان بریتانیا «گویان»
- گویان هلند «سورینام»
- گویان فرانسه

در ۱۸۳۴ برده‌داری ممنوع شد و برده‌های فراری به شهرها بازگشتند و مهاجرت کارگرانی از اروپا و آسیا از جمله کشورهای پرتغال، آلمان، ایرلند، اسکاتلند، مالت، چین و هند برای کار در کشتزارهای نیشکر آغاز شد. در سال ۱۹۱۷ حدود ۲۴۰ هزار آسیایی در این سرزمین زندگی می‌کردند.

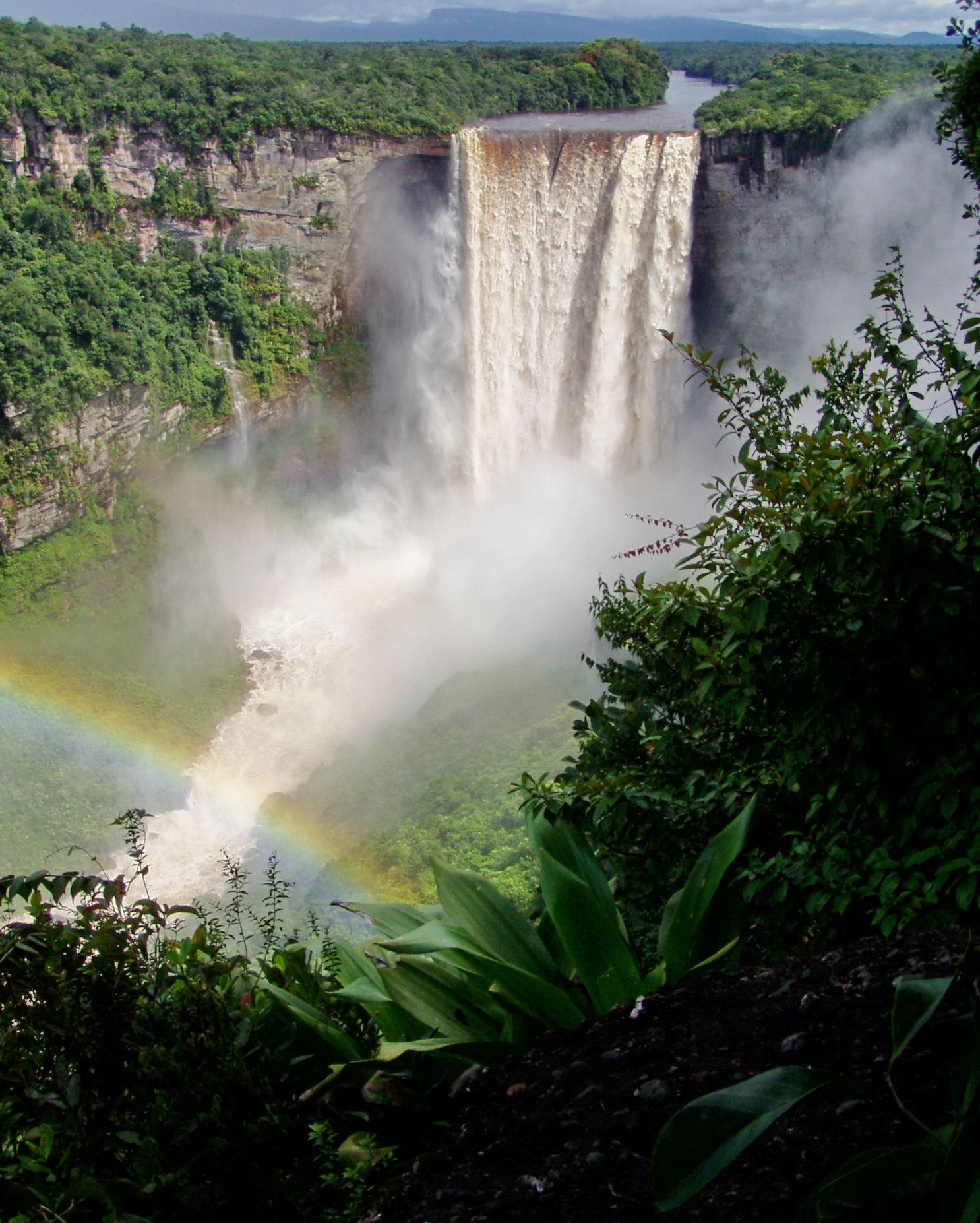
آبشار کائتور بزرگترین آبشار تک قطره‌ای جهان از نظر حجم است.

## جغرافیا

نقشه توپوگرافیک گویان.

مرزهای گویان با برزیل ۱۱۱۹ کیلومتر، با سورینام ۶۰۰ کیلومتر، و با ونزوئلا ۷۴۳ کیلومتر است. طول خط ساحلی آن نیز ۴۵۹ کیلومتر است. بلندترین نقطه این کشور رورایما با ۲۸۳۵ متر ارتفاع است.

### مناطق گویان
این کشور را می‌توان به ۵ منطقه طبیعی تقسیم کرد: دشت مردابی کم‌عرض و حاصل‌خیز در امتداد ساحل اقیانوس اطلس که بیشتر جمعیت کشور در آن زندگی می‌کند؛ یک نوارهٔ شن و ماسه‌ای سفید دارای تپه‌زار و خاک‌های رسی که با مقداری فاصله از ساحل قرار گرفته و بیشتر ذخایر معدنی گویان در این ناحیه قرار دارد؛ جنگل‌های بارانی انبوه در منطقه کوهستانی جنوب این کشور، مناطق نیمه‌بیابانی در جنوب غرب؛ و منطقه‌ای کوچک از زمین‌های پست‌های داخلی «ساوانای داخلی» که در آن کوه‌های نیز وجود دارد که به تدریج به سوی مرز برزیل افزایش می‌یابند.

گویان یکی از بزرگ‌ترین مناطق جنگلی دست‌نخورده در آمریکای جنوبی را دارد که دسترسی انسان به بخش‌هایی از آن همچنان دشوار است.
آب‌وهوای گویان گرمسیری و عمدتاً گرم و مرطوب است هرچند بادهای بسامان که از شمال خاوری می‌وزند به تعدیل هوای این کشور کمک می‌کنند. این کشور دو موسم بارانی دارد یکی از ماه مه تا اواسط اوت و دیگری از اواسط نوامبر تا میانه‌های ژانویه. گویان در میان کشورهای سورینام و گویان فرانسه در منطقه گویان‌ها قرار گرفته‌است.

## سیاست

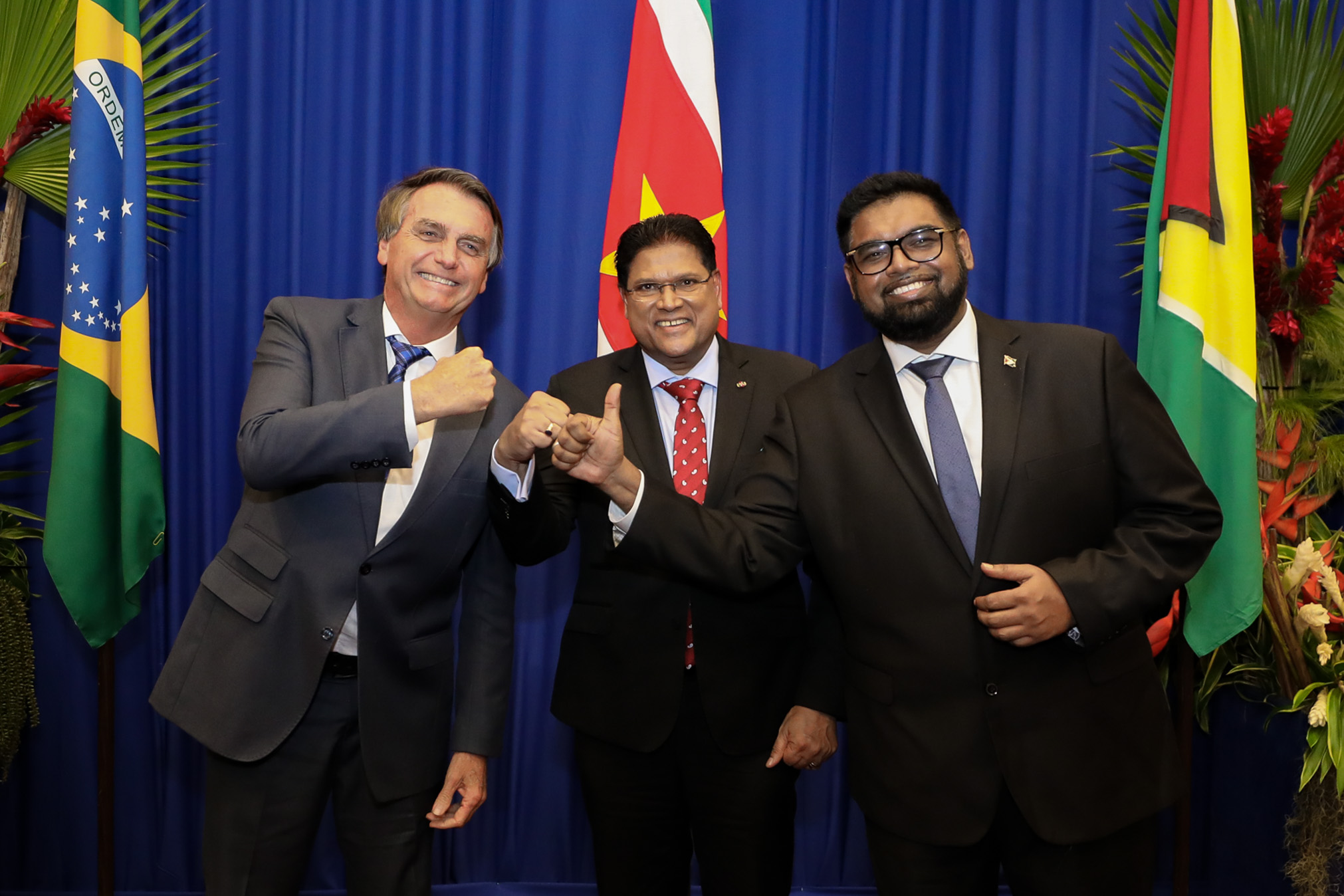
از راست به چپ: عرفان علی رئیس جمهور گویان، چان سانتوخی رئیس جمهور سورینام و بولسونارو رئیس جمهور پیشین برزیل

گویان در ۱۹۶۶ مستقل شد و قانون اساسی جدیدی نیز در ۱۹۸۰ نوشته شد. این کشور دارای یک نظام سیاسی چندحزبی و نظام حکومتی نیمه‌ریاستی با یک مجلس قانون‌گذاری و رئیس‌جمهور است.
گویان در سال ۱۹۷۰ به اتحادیه کشورهای همسود پیوست، سازمانی بین‌المللی که از بریتانیا و مستعمرات سابق آن تشکیل می‌شود. در مقطع پس از استقلال تا سال ۱۹۸۵ این کشور از نظر سیاسی گرایشی تدریجی به سوی کمونیسم داشت. اما با مرگ اولین نخست‌وزیر گویان فوربز برنهام در سال ۱۹۸۵ روابط این کشور با قدرت‌های غربی تقویت شد و از دهه ۱۹۹۰ خصوصی‌سازی آغاز شد. گویان در سازمان‌های بین‌المللی دیگری از جمله سازمان کنفرانس اسلامی نیز عضویت دارد.

## تقسیمات کشوری
کشور گویان ۱۰ استان دارد:

## اقتصاد
کمبود نیروی کار و نبود زیرساخت‌های اقتصادی از مشکلات عمده این کشور هستند. بوکسیت، برنج و شکر مهم‌ترین صادرات گویان است و این کشور رشد تولید ناخالص داخلی متوسطی را در سال‌های اخیر داشته‌است.
نیروی کار کشور ۴۱۸ هزار نفر است. تولید ناخالص داخلی بر اساس قدرت برابری خرید در سال ۲۰۱۵ حدود ۳ میلیارد و ۱۷۹ میلیون دلار و سرانه ۴٬۱۴۲ دلار بوده‌است. حدود ۱۹٪ این تولید از بخش کشاورزی، ۳۳ درصد از صنعت و ۴۸ درصد از خدمات تأمین می‌شود.

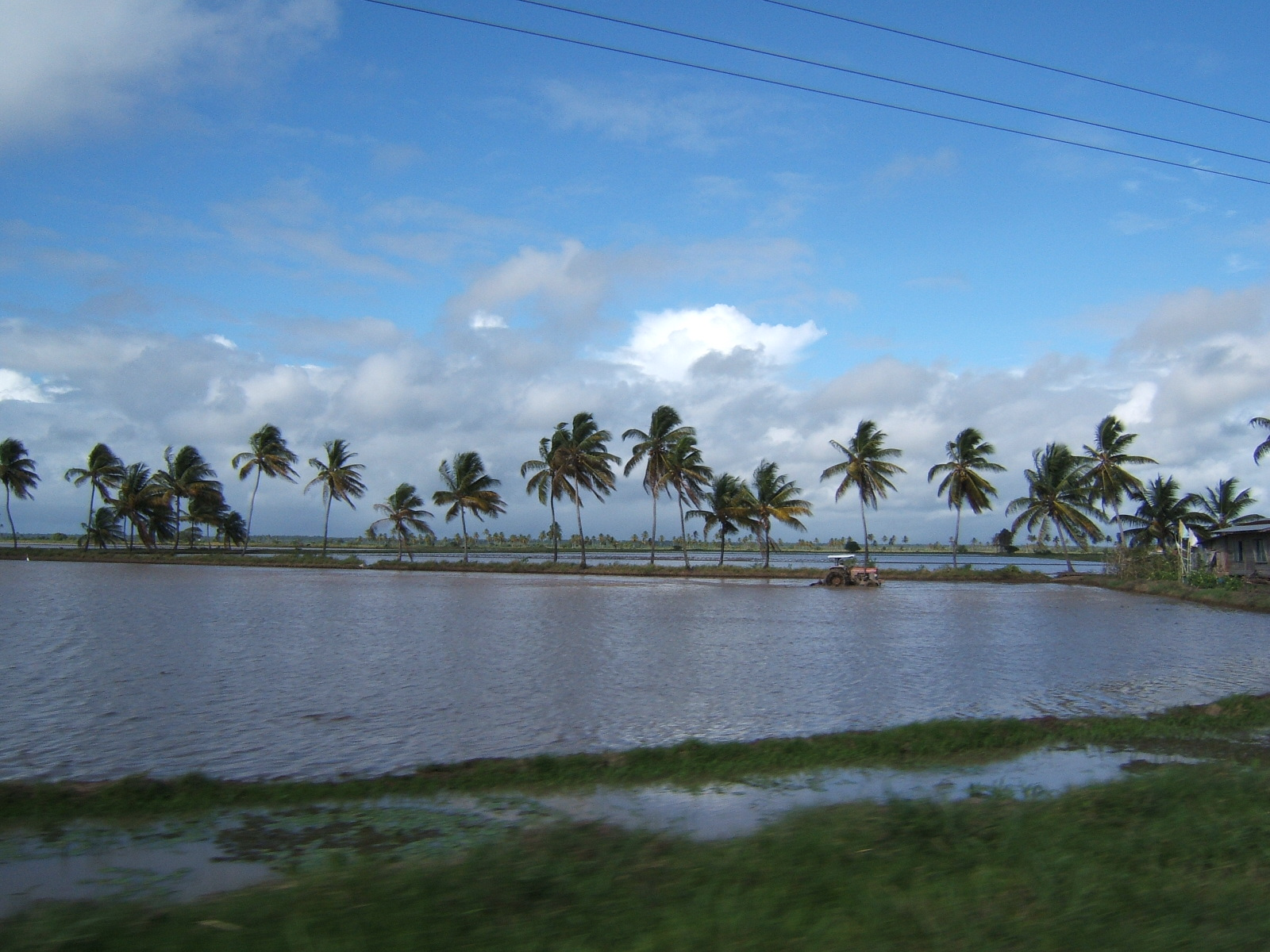
یک مزرعه برنج در دشت ساحلی گویان

ماهی و میگو، گوشت گاو و خوک، لبنیات، طلا، پارچه و چوب محصولات مهم دیگر این کشور هستند.
بیشترین صادرات گویان به آمریکا و کانادا «هر یک ۱۸٪» و سپس بریتانیا، پرتغال، ترینیداد و توباگو، هلند، بلژیک و جامائیکا هستند.
بیشترین واردات گویان هم که شامل محصولات صنعتی، ماشین‌ها، سوخت و مواد غذایی می‌شود از ترینیداد و توباگو ۲۳٪، آمریکا ۲۱٪ و سپس چین، کوبا و بریتانیا می‌آید.
مجموع صادرات گویان در سال ۲۰۱۵ حدود ۱ میلیارد و ۱۶۹ میلیون دلار و واردات آن حدود ۱ میلیارد و ۴۸۴ میلیون دلار بوده‌است.

## مردم
۴۳٫۵ درصد از مردم گویان هندی‌تبار، ۳۰٫۲ درصد سیاه‌پوست، ۱۶٫۷ درصد دورگه و ۹٫۱ درصد سرخ‌پوست هستند.۴۲ درصد از مردم این کشور مسلمان، ۳۶ درصد مسیحی، ۱۸ درصد هندو و ۵ درصد نیز بی‌دین و سایر ادیان هستند.
لازم است ذکر شود که گویان بیشترین جمعیت مسلمانان را در آمریکای جنوبی دارد.

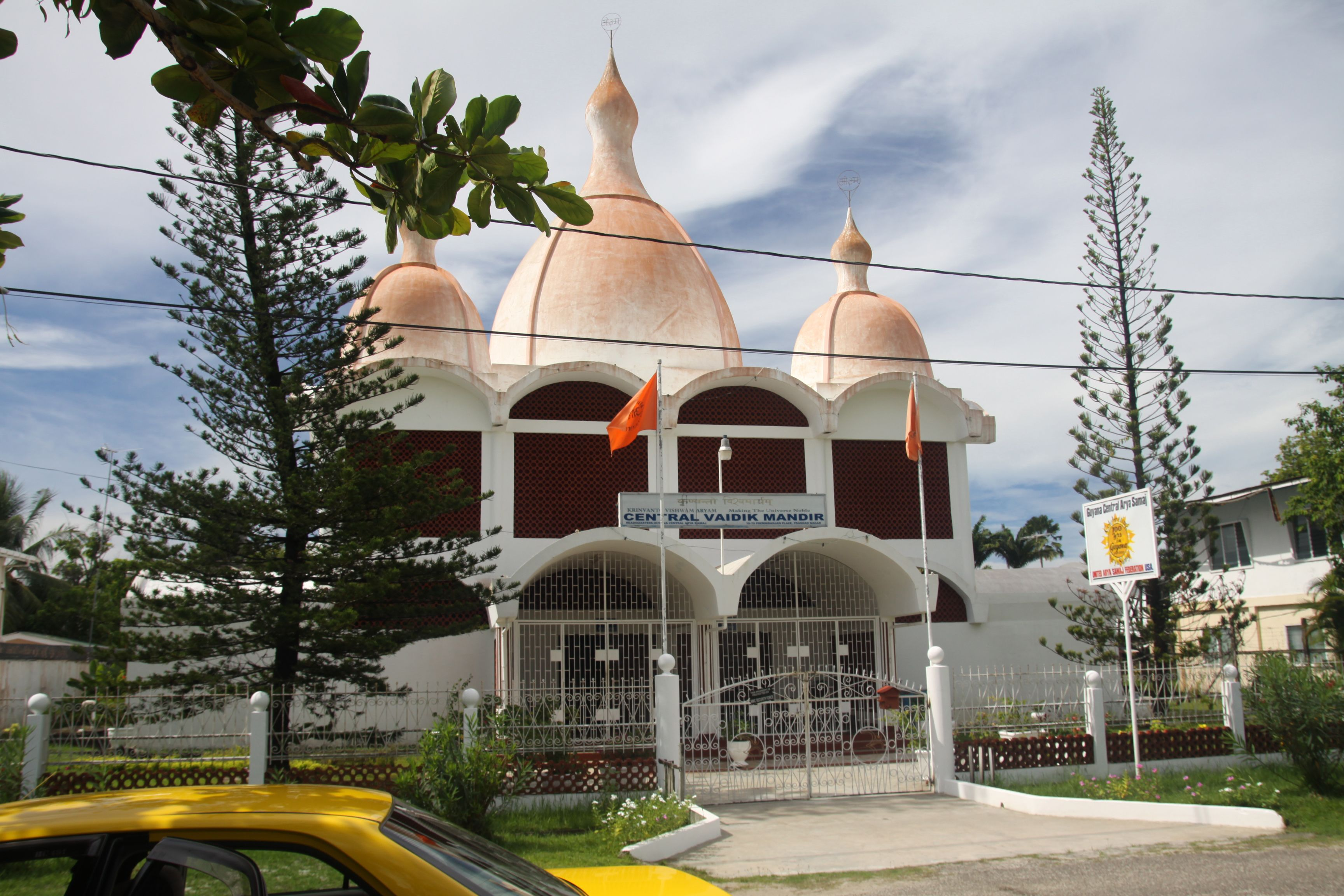
مرکز وایدیک ماندیر در جورج تاون

### هندی‌های گویان
شامل افراد هندی که شهروند گویان هستند و افراد با شهروندی گویانی که اصالت هندی دارند، می‌شوند. بیشتر مهاجران هندی که به گویان آمده بودند از شمال هندوستان بودند. اقلیت قابل توجهی از مهاجران نیز از هند جنوبی آمده بودند.